# Digitalis parviflora
Los calzones de cuquillo (Digitalis parviflora) son una especie de la familia de las escrofulariáceas.

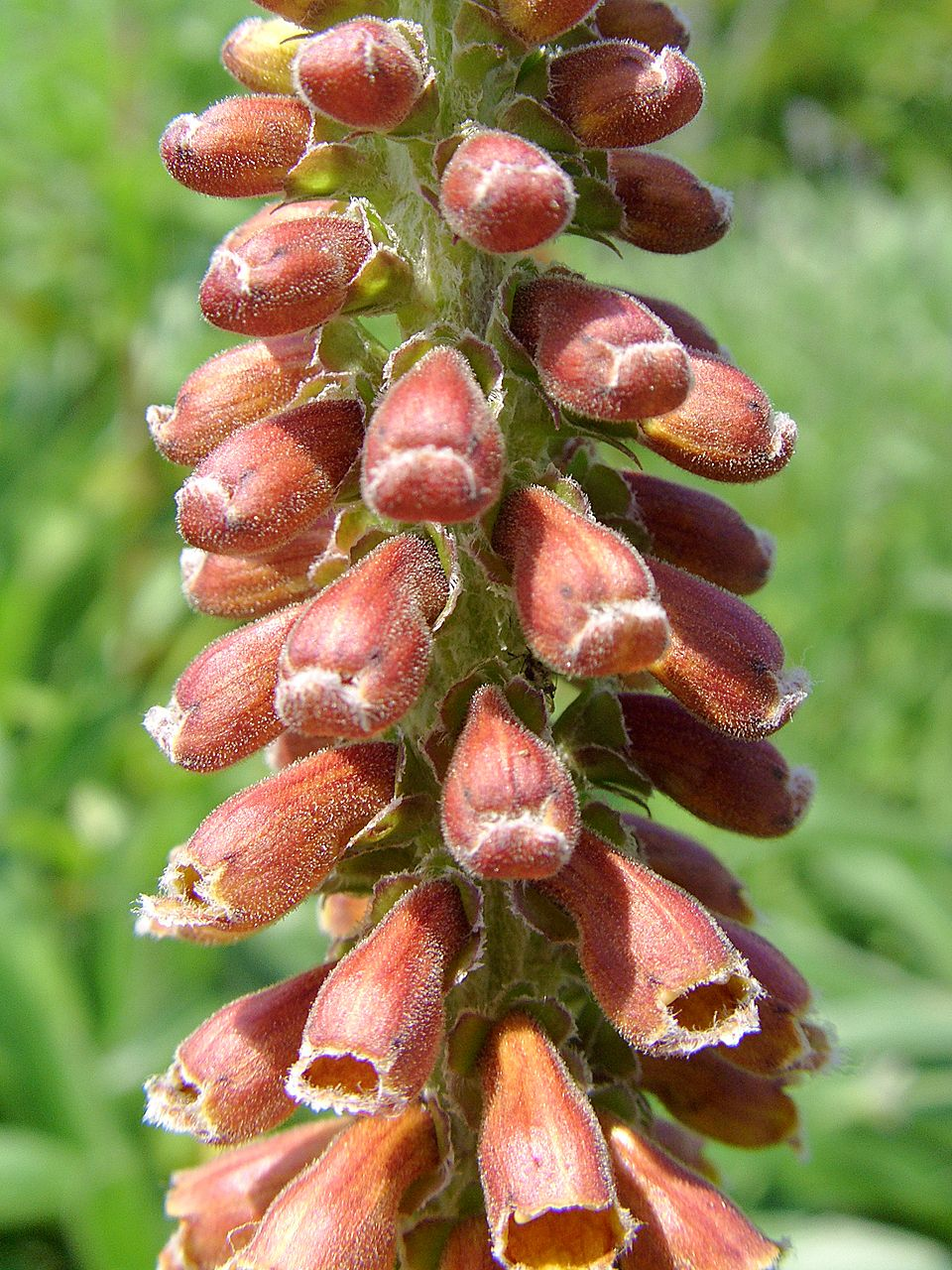
Detalle de las flores

## Descripción
Planta herbácea de 30 a 60 cm de altura, con tallas rectos y folioso, cubiertos de tamento en su parte alta cuando jóvenes. Hojas oblongo lanceoladas, coriáceas, enteras o con dientes obtusos distantes. Espigas largas y densos de numerosos flores pequeñas de color rojazo apagodo, con el tubo más o menos cilándrico, ventrudo y venado de violeta; labio inferior pardo púrpureo con cilios blancos. Cáliz con 5 sépalos ovales, romos. Fruto en cápsula con dos valvas. Florece a lo largo de todo el verano.

## Hábitat
Entre rocas en las montañas.

## Distribución
Montañas del norte de la península ibérica.

## Usos
Al igual que con todas las especies de la digital, todas las partes de esta planta pueden causar malestar y vómitos graves si se ingieren. El contacto con las hojas también puede causar una reacción alérgica.

## Taxonomía
Digitalis parviflora fue descrita por Nikolaus Joseph von Jacquin    y publicado en Hortus Botanicus Vindobonensis 1: 6. 1770.
Etimología
Digitalis: nombre genérico del latín medieval digitalis = la "digital o dedalera" (Digitalis purpurea L., Scrophulariaceae). Según Ambrosini (1666), “se llama Digital porque las flores imitan la forma del dedal (a saber, de la cubierta de los dedos de las mujeres cuando cosen)”.
parviflora: epíteto latino que significa "con pequeñas flores".

## Nombres comunes
- Castellano: calzas de lobo (2), calzones de cuquiello, calzones de cuquillo, estallos (3), surbia (2), tabaco.(el número entre paréntesis indica las especies con el mismo nombre).[7]